# Fels (monnaie tunisienne)
Le fels (arabe : فلس) est une ancienne subdivision monétaire de la Tunisie.

## Étymologie
Le pluriel de fels est flous (appelée « bourbine » par les Européens), mot utilisé jusqu'à nos jours pour désigner dans le dialecte tunisien la monnaie ou l'argent en général. De flous découle le mot « flouze » qui, en argot français, désigne l'argent en général. 
Flouss ou flousse serait un vieux mot du grec ancien (phollis) qui a donné follis en latin, mot qui dans ces deux langues signifie « bourse ».
Par ailleurs, fales (فالس) et fless (فلس) désignent en tunisien quelqu'un de démuni et falsa (فلسة) est synonyme de faillite.

## Évolution et équivalence
C'est la pièce de monnaie tunisienne la plus petite par sa dimension et la plus basse par sa valeur. Utilisée en Tunisie à différentes périodes, les Tunisiens la nommaient communément fels reqyq (فلس رقيق), c'est-à-dire « menue monnaie ». Les Européens qui font commerce avec Tunis donnent à cette monnaie le nom de « bourbine ». Il en faut vingt-quatre pour obtenir un nasry (aspre), par conséquent 1248 pour obtenir un rial tunisien (piastre).
Cette pièce de monnaie est presque toujours fruste et irrégulièrement taillée et ressemble souvent à des fragments informes coupés grossièrement dans une lame de cuivre. Elle est retirée de la circulation vers la fin du XVIIe siècle. Ces fels (bourbines), qui avaient cours dans le commerce de détail, ont donc peu à peu disparu, leur valeur étant devenue dérisoire.
Cependant, durant une certaine période, on tient encore compte des fels (bourbines) dans les opérations de change et dans les comptes qui se tiennent en rials, kharoubas, nasrys et fels, selon les rapports suivants :
- 1 rial sebili (piastre) = 16 kharouba (caroubes) = 208 fels reqyq = 104 nasry = 1 248 qafsi
- 1 kharouba = 13 fels ou bourbes
- 1 nasry (ou asper) = 2 fels = 1/52e de rial
- 1 fels = 6 qafsi (bourbines)